# NGC 6883
NGC 6883 este o galaxie situată în constelația Lebăda. A fost descoperită în 19 august 1828 de către John Herschel. Se află la o distanță de 1.380 de parseci de Pământ.